# 어재식
어재식(1948년 5월 30일~)은 대한민국의 알파인 스키 선수 출신 스포츠인이다. 선수시절에는 1968년 동계 올림픽에 참가했으며, 은퇴 이후에는 강원체육회 이사를 지냈다.